# Chāh Talkh-e Jonūbī
Chāh Talkh-e Jonūbī (persiska: چاه تَلخِ بالا, چاه تَلخ, شاه تَلخ, Chāh Talkh-e Bālā, چاه تلخ جنوبی) är en ort i Iran.   Den ligger i provinsen Bushehr, i den centrala delen av landet, 800 km söder om huvudstaden Teheran. Chāh Talkh-e Jonūbī ligger 13 meter över havet och antalet invånare är 568.
Terrängen runt Chāh Talkh-e Jonūbī är platt. Havet är nära Chāh Talkh-e Jonūbī åt sydväst. Runt Chāh Talkh-e Jonūbī är det ganska glesbefolkat, med 40 invånare per kvadratkilometer. Närmaste större samhälle är Choghādak, 16,5 km norr om Chāh Talkh-e Jonūbī. 